# ABA Liga 2003-04
La ABA Liga 2003-04 fue la tercera edición de la ABA Liga, competición que pasó de 12 a 14 equipos de Serbia y Montenegro, Croacia, Eslovenia y Bosnia Herzegovina. El campeón fue por primera vez el equipo serbio del KK Reflex. Los playoffs los disputaron los cuatro primeros clasificados en formato de final four.

## Temporada regular

### Clasificación
|     | Equipo                       | Pos | G  | P  | PF   | PC   | Dif  | Pts. |
| --- | ---------------------------- | --- | -- | -- | ---- | ---- | ---- | ---- |
| 1.  | Cibona VIP                   | 26  | 20 | 6  | 2242 | 1984 | +258 | 46   |
| 2.  | Reflex                       | 26  | 19 | 7  | 2187 | 1945 | +242 | 45   |
| 3.  | Union Olimpija               | 26  | 18 | 8  | 2173 | 2050 | +123 | 44   |
| 4.  | Crvena zvezda                | 26  | 18 | 8  | 2250 | 2168 | +82  | 44   |
| 5.  | Budućnost                    | 26  | 16 | 10 | 2307 | 2235 | +72  | 42   |
| 6.  | Pivovarna Laško              | 26  | 15 | 11 | 2084 | 2010 | +74  | 41   |
| 7.  | Krka                         | 26  | 14 | 12 | 2116 | 2091 | +25  | 40   |
| 8.  | Zadar                        | 26  | 13 | 13 | 2277 | 2217 | +60  | 39   |
| 9.  | Split CO                     | 26  | 10 | 16 | 2118 | 2226 | -108 | 36   |
| 10. | Geoplin Slovan               | 26  | 9  | 17 | 1923 | 2083 | -160 | 35   |
| 11. | Zagreb                       | 26  | 9  | 17 | 2023 | 2134 | -111 | 35   |
| 12. | Široki Hercegtisak           | 26  | 8  | 18 | 2004 | 2128 | -124 | 34   |
| 13. | Banjalučka pivara            | 26  | 8  | 18 | 2065 | 2229 | -164 | 34   |
| 14. | Lovćen CG komercijalna banka | 26  | 5  | 21 | 2000 | 2269 | -269 | 31   |

|  | Clasificados para la Final Four   |
|  | No disputa la siguiente temporada |

## Final four
Partidos disputados en el Dražen Petrović Basketball Hall de Zagreb
|  | Semifinales 16 de abril | Semifinales 16 de abril | Semifinales 16 de abril |        |    | Final 18 de abril | Final 18 de abril | Final 18 de abril |  |
|  |                         |                         |                         |        |    |                   |                   |                   |  |
|  |                         |                         |                         |        |    |                   |                   |                   |  |
|  | 1                       | Cibona VIP              | 97                      |        |    |                   |                   |                   |  |
|  | 1                       | Cibona VIP              | 97                      |        |    |                   |                   |                   |  |
|  | 3                       | Union Olimpija          | 81                      |        |    |                   |                   |                   |  |
|  | 3                       | Union Olimpija          | 81                      |        | 1  | Cibona VIP        | 70                |                   |  |
|  |                         |                         |                         |        | 1  | Cibona VIP        | 70                |                   |  |
|  |                         |                         | 2                       | Reflex | 71 |                   |                   |                   |  |
|  | 2                       | Reflex (OT)             | 2                       | Reflex | 71 | 113               |                   |                   |  |
|  | 2                       | Reflex (OT)             |                         |        |    | 113               |                   |                   |  |
|  | 4                       | Crvena zvezda           | 110                     |        |    |                   |                   |                   |  |
|  | 4                       | Crvena zvezda           | 110                     |        |    |                   |                   |                   |  |
|  |                         |                         |                         |        |    |                   |                   |                   |  |

| Campeón de la Liga ABA 2003–04 |
| ------------------------------ |
| Reflex 1er título              |

## Líderes estadísticos
Al término de la temporada regular.

### Valoración
| Pos | Nombre          | Equipo             | Partidos | Valoración | PIR   |
| --- | --------------- | ------------------ | -------- | ---------- | ----- |
| 1.  | Dejan Milojević | Budućnost          | 739      | 25         | 29.56 |
| 2.  | Igor Rakočević  | Crvena zvezda      | 610      | 23         | 26.52 |
| 3.  | Frano Čolak     | Široki Hercegtisak | 506      | 26         | 19.46 |
| 4.  | Ognjen Aškrabić | Reflex             | 463      | 24         | 19.29 |
| 5.  | Davor Marcelić  | Zadar              | 475      | 26         | 18.27 |

### Puntos
| Pos | Nombre             | Equipo              | Games | Puntos | PPP   |
| --- | ------------------ | ------------------- | ----- | ------ | ----- |
| 1.  | Igor Rakočević     | Crvena zvezda       | 534   | 23     | 23.22 |
| 2.  | Dejan Milojević    | Budućnost           | 513   | 25     | 20.52 |
| 3.  | Davor Marcelić     | Zadar               | 440   | 26     | 16.92 |
| 4.  | Feliks Kojadinović | Banjalučka pivovara | 402   | 24     | 16.75 |
| 5.  | Frano Čolak        | Široki Hercegtisak  | 421   | 26     | 16.19 |

### Rebotes
| Pos | Nombre              | Equipo     | Partidos | Rebotes | RPP   |
| --- | ------------------- | ---------- | -------- | ------- | ----- |
| 1.  | Dejan Milojević     | Budućnost  | 270      | 25      | 10.80 |
| 2.  | Ninoslav Marjanović | Budućnost  | 161      | 22      | 7.32  |
| 3.  | Andrija Žižić       | Cibona Vip | 177      | 27      | 6.56  |
| 4.  | Marko Rakočević     | Lovćen CKB | 147      | 24      | 6.13  |
| 4.  | Tommy Smith         | Split CO   | 147      | 24      | 6.13  |

### Asistencias
| Pos | Nombre          | Equipo             | Partidos | Asistencias | APP  |
| --- | --------------- | ------------------ | -------- | ----------- | ---- |
| 1.  | Curtis McCants  | Split CO           | 73       | 16          | 4.56 |
| 1.  | Igor Rakočević  | Crvena zvezda      | 101      | 23          | 4.39 |
| 3.  | Vladimir Krstić | Zadar              | 60       | 14          | 4.29 |
| 4.  | Martin Vanjak   | Široki Hercegtisak | 109      | 26          | 4.19 |
| 5.  | Ivan Tomas      | Zagreb             | 99       | 26          | 3.96 |

Fuente: ABA League Individual Statistics 